# Agustí Alcoberro
Agustí Alcoberro i Pericay (Pals, 1958) es un historiador y escritor español.

## Biografía
Licenciado y doctor en Historia por la Universidad de Barcelona, es profesor de Historia Moderna de la Universidad de Barcelona. Es hermano de Ramón Alcoberro, filósofo y también profesor universitario.

## Trayectoria
Ha escrito, editado y publicado estudios sobre la historia de Cataluña, en concreto sobre los tiempos del Renacimiento y sobre dos de los más importantes conflictos bélicos que tuvieron influencia en Cataluña: la Sublevació dels Segadors y la Guerra de Sucesión Española. Ha llevado a término, paralelamente, una importante labor de divulgación de la historia, colaborando con medios de comunicación como El Temps, Sapiens, TV3, además del Museo de Historia de Cataluña.
Como escritor, ha cuidado en especial el público joven, pero debe a la literatura para adultos su éxito más importante: la novela Retrat de Carme en penombra, ganadora del Premio Sant Jordi.

## Obras publicadas

### Historia
- 1997 Pere Miquel Carbonell: Cròniques d´Espanya
- 1998 Pirates, corsaris i torres de moros. Passat i present de les torres de Palafrugell i de Mont-ras (con J. Noguer)
- 2000 Identitat i territori. Textos geogràfics del Renaixement
- 2000 Miquel Batllori
- 2002 L'exili austriacista (1713-1747)
- 2004 Pirates, bandolers i bruixes a la Catalunya dels segles XVI i XVII
- 2004 Agustí Alcoberro (dir.): Catalunya durant la Guerra de Successió.Barcelona, Ara Llibres, 2006.

3 vols.Volum I: 270 pàgines, Volum II: 270 pàgines, Volum III: 271 pàgines
- 2006 Pirates, bandolers i bruixes a la Catalunya dels segles XVI i XVII

### Narrativa
- 1988 Retrat de Carme en penombra
- 1991 Arxiu de Ficcions

### Infantil y juvenil
- 1981 El secreto del doctor Givert
- 1986 Una troca embolicada
- 1987 Set gates de vida
- 1991 Entre dos focs
- 1993 Els ulls de l´aiguamoll
- 1993 Procés a Anna Boixadors
- 1997 Momotaro & Dolly Dolç

## Premios literarios
- 1986 Premio Lola Anglada por Set gates de vida
- 1988 Premio Sant Jordi de novela por Retrat de Carme en penombra[1]